# Xavier Viton
Scènes principales
Théâtre Trianon
Théâtre Molière
Théâtre Victoire
Xavier Viton, Chevalier dans l'Ordre des Art et des Lettres, directeur de plusieurs établissements théâtraux, est un metteur en scène, comédien, dramaturge et romancier français.

## Biographie
C'est dès l’âge de neuf ans, que Xavier Viton goûte aux joies de l'art dramatique et au sport.
Après des études de sciences, et des activités de sportif de haut niveau en tant que Jeune Arbitre de la Fédération Française de Football, il choisit de s'engager pendant 5 ans dans l'armée au sein du Commissariat de l'Armée de Terre, et sera décoré de la médaille de la Défense nationale. 
En parallèle de sa carrière militaire, il accomplit un cursus d’art lyrique au Conservatoire de Bordeaux dans la classe de Mady Mesplé qui le repère lors d'un récital à l'Abbaye de Flaran dans le Gers.
À l'issue de son engagement militaire initial, il choisit de faire le grand saut dans une carrière artistique en tant que baryton léger, couramment appelé baryton martin ; rapidement remarqué pour ses qualités de comédien-chanteur, il interprétera sur scène une cinquantaine de rôles du répertoire d’opéra, d’opéra comique et d'opérette.
Convaincu de la nécessité d'une pluralité artistique, il crée en 1992 une compagnie axée sur le théâtre chanté, la compagnie Prima Voce, qu’il dirigera pendant une quinzaine d’années, œuvrant sans relâche afin de rendre accessible l'opéra et l'opérette à tous les publics.
En plus de ses activités d'interprète, il met en scène et écrit de nombreux spectacles et anime une émission radio pendant 5 ans : Raconte-moi l’opéra sur RCF Bordeaux.
Xavier Viton accompagné du scénographe Nicolas Delas, ouvre un premier établissement théâtral sous gestion privée à Bordeaux en mars 2006: le Café-théâtre des Beaux-arts. Ce sera la première fois que la Chambre de Commerce et d'Industrie de Bordeaux enregistre une Société dont l'objet est "exploitation de théâtre privé".
Il crée un second théâtre privé à Bordeaux en mars 2010 : le Théâtre Victoire. En plus de la direction de ses deux premiers établissements qui rencontrent un vrai succès de fréquentation, on lui propose l'acquisition du Théâtre Trianon de Bordeaux dont il accepte d'être le Gérant en septembre 2012. C'est 7 ans plus tard, en octobre 2019 qu'il fait  l'acquisition du Théâtre Molière, anciennement tenu par L'office Artistique de la Région Aquitaine, pour le transformer en Bistrot-Théâtre.
En plus de ses activités artistiques, il interviendra pendant plusieurs années comme professeur à l'ICART et à l'école 3IS pour y enseigner le management adapté au milieu culturel et l'art oratoire. C'est plus discrètement qu'il oeuvre sur la prise de parole en public et médiatique dans l'ombre de plusieurs personnalités politiques et de chefs d'entreprises.
À l'occasion des 100 ans du Théâtre Trianon, il reçoit la médaille de la ville de Bordeaux le 21 novembre 2013 des mains du Maire Alain Juppé pour son action culturelle privée en faveur de la cité. Il est nommé le 29 octobre 2021 Chevalier de l'Ordre des Arts et des Lettres par le Ministère de la Culture.
Scellant son goût pour l'écriture, c'est au printemps 2024 qu'est publiée aux éditions Maïa, le premier tome de sa saga Médiévale Fantastique, "Les Lumières de Gaeüs" .

## En tant qu'interprète

### Au théâtre[11]
- Stars d'un Soir (Franck Leroy) d'Alil Vardar
- Madame est une fausse Maigre (Balivet & Blanquette Mitouflet) de Xavier Viton
- Les hommes viennent de mars les femmes de vénus (seul en scène) de Paul Dewandre
- Je préfère qu'on reste ami de Laurent Ruquier
- Les douze travers d'Hercule (Hercule)
- Quelle Famille de Francis Joffo (Edouard)[12]
- Bouge ton cube de Xavier Viton et Nicolas Delas d'après l'œuvre de Nadia Bourgeois (Bordia)[13]
- Adieu je reste d'Isabelle Mergault
- Marié à tout Prix de Nicolas Hirgair  (Antoine)
- Le tour du monde en 80 jours dans une adaptation de  Sébastien Azzopardi  (Philéas Fogg)
- Sherlock Holmes dans une adaptation de Nicolas Delas (Sherlock Holmes)
- Ma sœur est un chic type de Pierre Palmade & Dominique Lavanant (Pierre Charmière)
- Un grand cri d'amour de Josiane Balasko (Hugo Martial)
- La Dame aux camélias de Dumas fils (Armand Duval)
- La fille aux pères de Fabrice Blind (Jean)
- Un canapé sur le trottoir de Xavier Viton adapté de Frisette de Labiche (Mme Ménachet)
- Les Fourberies de Scapin de Molière (Scapin & Léandre)
- Roméo hait Juliette spectacle parodique de Gilles Ramade (Roméo)
- Thérèse Desqueyroux de François Mauriac adaptation Nicolas Delas (Jean)
- Feu la mère de Madame de Georges Feydeau (Le valet)
- La Peur des coups de Courteline (Lui)
- Une paire de gifles de Sacha Guitry (Le Mari)
- Les Chaises de Ionesco (Le vieux)
- Frisette de Labiche (Gaudrion)
- Le Roi David de Arthur Honegger (Le récitant)
- L'Amour foot de Robert Lamoureux (Pelu)
- Le Dîner de cons de Francis Veber, (Juste Leblanc)
- Jacques le fataliste et son Maître de Diderot, adaptation Jack Delbalat (Le Maître)
- Le Barbier de Séville de Beaumarchais (Le Comte Almaviva)
- Dix petits nègres de Agatha Christie (Dr Lewis)
- Le Jeu de l’amour et du hasard de Marivaux (Mario)
- Électre de Giraudoux (Le Jardinier)
- Les Rustres de Goldoni (Ricardo)
- À chacun sa vérité de Pirandello (Le Commissaire)
- L'Éventail de Goldoni (Le Baron del Cedro)
- La guerre de Troie n'aura pas lieu de Giraudoux (Démokos)

### À l'opéra[14]
- La cambiale di matrimonio de Rossini (Norton)
- Didon et Énée de Henry Purcell (La sorcière)
- Don Pasquale de Donizetti (Malatesta)
- Così fan tutte  de Mozart (Guglielmo)
- Le Directeur de théâtre de Mozart (Buff)
- La Flûte enchantée de Mozart (Papageno)
- Les Mamelles de Tirésias de Poulenc (Le Directeur et le Fils)
- Hansel et Gretel de Humperdinck (Le Père)
- Didon et Énée de Henry Purcell (Énée)
- La scala di seta de Rossini (Blanzac)
- Orphée et Eurydice de Gluck (Orphée)

### À l'opéra comique et l'opérette
- Un soir de réveillon de Raoul Moretti (Landier)
- La Périchole de Offenbach. (Panatellas)
- Violettes impériales de Vincent Scotto (Loquito)
- Mam'zelle Nitouche d'Hervé (Célestin)
- Le Crime de Mr Purgon de Paul Lacôme (Purgon)
- La Veuve joyeuse de Franz Lehár (Lérida)
- Rêve de valse de Strauss (Lothar)
- La Poupée de Nuremberg d'Adam (Miller)
- La Dot mal placée de Paul Lacôme (Santa-Marina)
- Le pays du sourire de Franz Lehár (Tchang)
- Valse de Vienne de Strauss[Lequel ?] (Dreschler)
- Les Saltimbanques de Louis Ganne (Des Étiquettes)
- Pomme d'api d'Offenbach (Rabastens)
- Pas sur la bouche de Maurice Yvain (Valandray)
- M. Choufleuri restera chez lui le... d'Offenbach (Choufleuri)

## En tant que metteur en scène

### Spectacles musicaux
- Les femmes et le ténor d'abord
- Pierre et le loup de Sergueï Prokofiev
- Un mari à la porte d'Offenbach
- Amadis de Lully
- Claquette Paradise comédie musicale autour des claquettes en coproduction avec la compagnie de Leila Benac
- Les Femmes et le Ténor d'abord spectacle pastiche d'opérette
- La Périchole d'Offenbach
- Le Roi David d'Arthur Honegger avec les chœurs de Bourges et les chœurs d'Eliane Lavail.
- Coups de roulis de André Messager
- Didon et Énée de Henry Purcell
- L'Enfant et les Sortilèges de Ravel
- La cambiale di matrimonio de Rossini
- Le Mariage aux lanternes d'Offenbach
- Mam'zelle Nitouche de Hervé
- La Belle Hélène d'Offenbach
- Les Anges  création musicale fantastique pour trio d'anches, deux pianos et comédien, commandée par l'E.N.M.D. de La Rochelle pour la salle de l'Oratoire.
- Un siècle d'amour et de gaieté création féérico-comique
- Ste Foy ou la Voie Ecarlate, comme assistant, Opéra Péplum, musique de Jacques Castérède, livret de Michel Serre- cocréation 2000 Opéra de Bordeaux et la ville d'Agen.
- Le Songe d'une nuit lyrique, création " romantico-lyrique pour 4 chanteurs, 1 comédienne & une pianiste
- Don Pasquale de Donizetti
- Aux sources de la Citoyenneté, création d'une comédie musicale lyrique commandée pour les Journées du Patrimoine par l'ENM de Haute Saintonge.
- Rêve de valse de Oscar Strauss
- Le pays du sourire de Franz Lehár
- La Poupée de Nuremberg de Adam
- Triopéra, création pastiche d'opérette pour deux chanteurs et une pianiste
- Pomme d'api d'Offenbach
- Une éducation manquée de Chabrier
- Un petit train de plaisir, création pastiche d'opérette pour 15 comédiens/chanteurs et instruments
- M. Choufleuri restera chez lui le...   d'Offenbach

### Spectacles théâtraux
- Madame est une fausse Maigre de Xavier Viton
- Chacun mon tour[15] de Xavier Viton
- Chéri on se dit tout de Guilhem Connac et Benoit Labanniere
- Arrête de Pleurer Pénélope
- La guerre des mères[16] de Reda Cheraitia
- Le coup de la cigogne de Jean-Claude Isler
- Quelle Famille[17] de Francis Joffo avec Jean Pierre Castaldi et Armelle
- Les douze travers d'Hercule de Xavier Viton et Amandine Pommier
- La salle de bain d' Astrid Veillon
- Les fourberies de Scapin de Molière
- Le Démon de midi de Michèle Bernier & Marie-Pierre Osterrieth
- La fille aux pères de Fabrice Bind
- Nuit Blanche en traversin  Bruno Lacroix, François-Xavier Torre
- Ne me regardez pas comme ça ! d'Isabelle Mergault
- Arrête de pleurer Pénélope de Corinne Puget, Christine Anglio , Juliette Arnaud
- Venise sous la neige de Gilles Deerek
- Lilly et Lilly de Barillet et Gredy
- Qu'est ce que sexe de serge Gisquière
- Le Père Noel est une ordure
- Adopte un jules.com de Elisa Valentin et André Gaston
- Boire fumer et conduire vite de Philippe Lellouche
- Bouge ton cube de Xavier Viton et Nicolas Delas d'après l'œuvre de Nadia Bourgeois
- Le jeu de la vérité de Philippe Lelouch
- Nuit d'Ivresse de Josianne Balasko
- Jupes courtes et conséquences de Hervé Devolder
- J'aime beaucoup ce que vous faites de Carole Greep
- Panique au ministère de Jean Franco et Guillaume Mélanie
- Mais n'te promène donc pas toute nue ! de Georges Feydeau avec Armelle
- Le Dîner de cons de Francis Veber
- La Bonne Agnès de Xavier Viton
- Parle-moi d'amour ! de Philippe Claudel
- Arrosage automatique de Antoine Beauville
- L'abribus de Philippe Elno
- L'Opposé du contraire de Martial Courcier
- Elliot one man show - spectacle de mime burlesque
- J'habite chez ma cousine de Mohamed Bounouara
- Chaud divan one man show de Loïc Rojouan
- Le Grumeau de Jean-Christophe BARC
- Bonne année toi même  de Pauline Daumale
- Au secours elle me veut de Taylor & Bologna
- La Biscotte de Antoine Beauville
- Amour, Gloire et Boudin parodie mise en scène et écriture
- Salade de nuit de Christian Dob
- Madame Marguerite de Roberto Athayde adaptation Jean-Loup Dabadie
- Les Sardines grillées de Jean-claude Danaud
- Un tramway nommé dégage création satirique sur la création du tramway bordelais
- Mon colocataire est une garce de Fabrice Blind
- Feu la Mère de Madame de Feydeau
- Thérèse Desqueyroux de François Mauriac, adaptation signée Nicolas Delas
- La Perruche et le Poulet de Robert Thomas
- Frisette de Labiche
- Madame Sans Gêne de Victorien Sardou
- Fleur de cactus de Pierre Barillet & Jean-Pierre Gredy
- Le Gros N'Avion de Mimie Mathy, Michèle Bernier et Isabelle de Botton
- La Mamma de André Roussin
- L'Amour foot de Robert Lamoureux
- Potiche de Pierre Barillet & Jean-Pierre Gredy
- Le Mari, la Femme et l'Amant de Sacha Guitry

## En tant qu'auteur
- Chacun Mon Tour
- Madame est une fausse Maigre, adaptation inspirée de Monsieur Nounou de Georges Feydeau
- Les douze travers d'Hercule (coauteure Amandine Pommier)
- Bouge ton cube en 2015 (coauteur avec Nicolas Delas d'après l'œuvre de Nadia Bourgeois)
- Dieu et Dieu font quatre en 2013 (coauteur avec Marc Trautmann)
- Kitch ou double en 2012 (coauteur avec Josianne Connangle).
- Des chiffons et des lettres en 2011 éditée en 2016 à la Librairie Théâtrale
- Amour gloire et boudin
- Les femmes et le ténor d'abord
- un canapé sur le trottoir est une libre adaptation de la pièce Frisette de Labiche créée sous le titre Frisette entre cuir et dentelles au festival d'Avignon off en 2008.
- Un siècle d'amour et de gaieté
- Les Anges  spectacle musical commandé par l'ENMD de La Rochelle pour la salle de l'Oratoire.
- Claquettes Paradise avec Leïla Benac.
- Triopéra spectacle pastiche d'opérette
- Aux sources de la Citoyenneté commandé à l'occasion des Journées du Patrimoine par l'ENM de Haute Saintonge et jouée pour la première fois au théâtre du château de Jonzac.

## En tant qu'animateur radio
- Producteur et animateur de l'émission Raconte-moi l'opéra sur Radios chrétiennes francophones[18]

## En tant que meneur de revue
- Présentateur cabaret avec la troupe Fantasmagic sur revue Pergofolie's

## Distinctions
- Médaille de la Défense nationale, échelon bronze
- Chevalier de l'ordre des Arts et des Lettres